# Delhi Hills
Delhi Hills é um lugar designado pelo censo localizado no condado de Hamilton no estado estadounidense de Ohio. No Censo de 2010 tinha uma população de 5.259 habitantes e uma densidade populacional de 1.364,59 pessoas por km².

## Geografia
Delhi Hills encontra-se localizado nas coordenadas 39° 05′ 14″ N, 84° 37′ 04″ O. Segundo a Departamento do Censo dos Estados Unidos, Delhi Hills tem uma superfície total de 3.85 km², da qual 3.85 km² correspondem a terra firme e (0%) 0 km² é água.

## Demografia
Segundo o censo de 2010, tinha 5.259 habitantes residindo em Delhi Hills. A densidade populacional era de 1.364,59 hab./km². Dos 5.259 habitantes, Delhi Hills estava composto pelo 96.65% brancos, o 1.03% eram afroamericanos, o 0.04% eram amerindios, o 0.93% eram asiáticos, o 0.04% eram insulares do Pacífico, o 0.19% eram de outras raças e o 1.12% pertenciam a duas ou mais raças. Do total da população o 0.53% eram hispanos ou latinos de qualquer raça.